# Lier (Noruega)
Lier és un municipi situat al comtat de Buskerud, Noruega. Té 25.731 habitants (2016) i té una superfície de 301 km². El centre administratiu del municipi és el poble de Lierbyen.
El municipi limita amb Asker i Bærum (al comtat d'Akershus) i amb Drammen, Modum, Nedre Eiker i Røyken (al comtat de Buskerud). Inclou els pobles de Lierbyen, Sylling, Sjåstad, noste, Gullaug, Lierskogen, i Tranby.
Lier és considerat el principal "pulmó verd" de la capital de Noruega, Oslo, amb el seu gran nombre de camps de pomeres. També és famós pels seus productes agrícoles com les maduixes i verdures.
El Centre Gilhus Ogden per a la preservació de la natura és la llar de moltes espècies d'aus diferents. L'àrea també s'utilitza per a la recreació, especialment la natació i per prendre el sol, amb la seva llarga platja de poca profunditat.

## Fills il·lustres
- Thorbjørn Jagland, polític, ex-primer ministre, actualment secretari general del Consell d'Europa.

- Thorleif Haug (1894-1934), esquiador.
- Sten Stensen, patinador sobre gel.
- Hallvard Vebjørnsson o Sant Hallvard, el sant patró d'Oslo.

## Ciutats agermanades
Lier manté una relació d'agermanament amb les següents localitats:
- – Falköping, Comtat de Västra Götaland, Suècia
- – Kokemäki, Finlàndia Oriental, Finlàndia
- – Mariagerfjord, Regió de Nordjylland, Dinamarca